# دواء مخزني

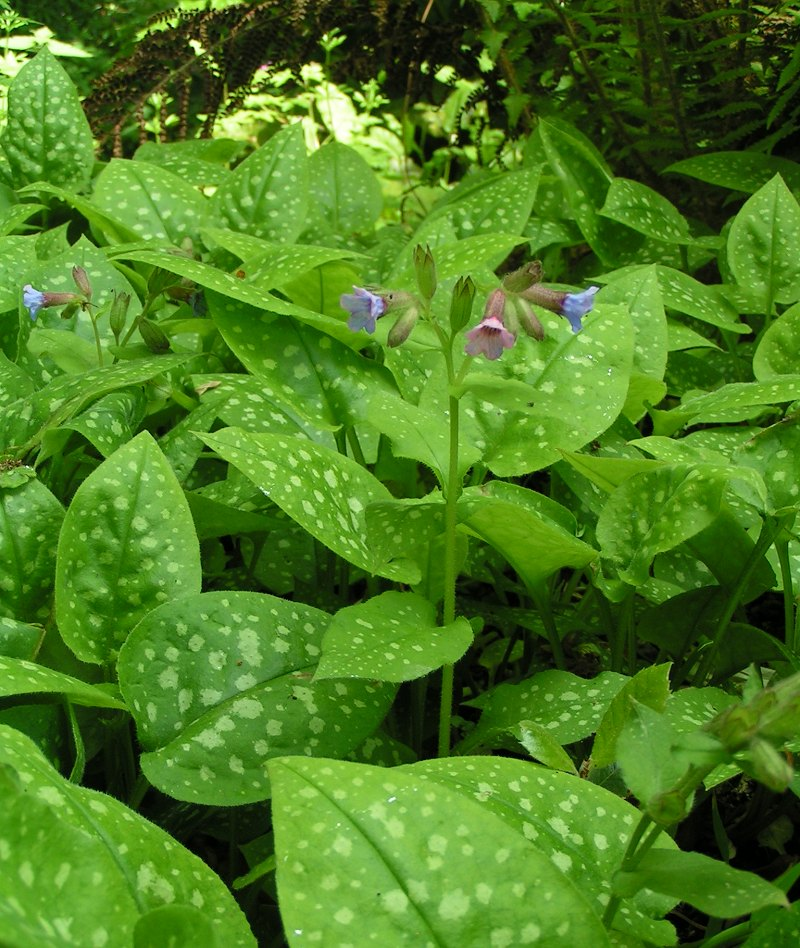
الرئة (الرئة المخزنية)، يشير الاسم النباتي للنبات الذي استخدمه الصيدلاني

الأدوية المخزنية والنباتات والأعشاب و هي تلك التي تباع في صيدلية أو متجر صيدلي. تُحضر المستحضرات الطبية المخزنية لهذه الأدوية وفقًا للوصفات الطبية المصرح بها من قبل دستور الأدوية. المخزنية لا ترتبط بكلمة مسؤول، كانت اللغة اللاتينية الكلاسيكية المخزن تعني ورشة عمل، ومصنع، ومختبر، وفي اللاتينية في العصور الوسطى تم تطبيقها على مخزن عام. وهكذا أصبح مطبقًا على متجر تباع فيه البضائع بدلًا من مكان تصنع فيه الأشياء. في حين أن المسؤول ينحدر من منصبه، وهذا يعني المنصب، كما هو الحال في الواجب أو المنصب.
في التسمية النباتية، اشتفت الصفة المحددة المخزنية من الاستخدام التاريخي للنبات في علم الأدوية.

## أنظر أيضًا
- تداوي بالأعشاب